# مسند احمد بن حنبل

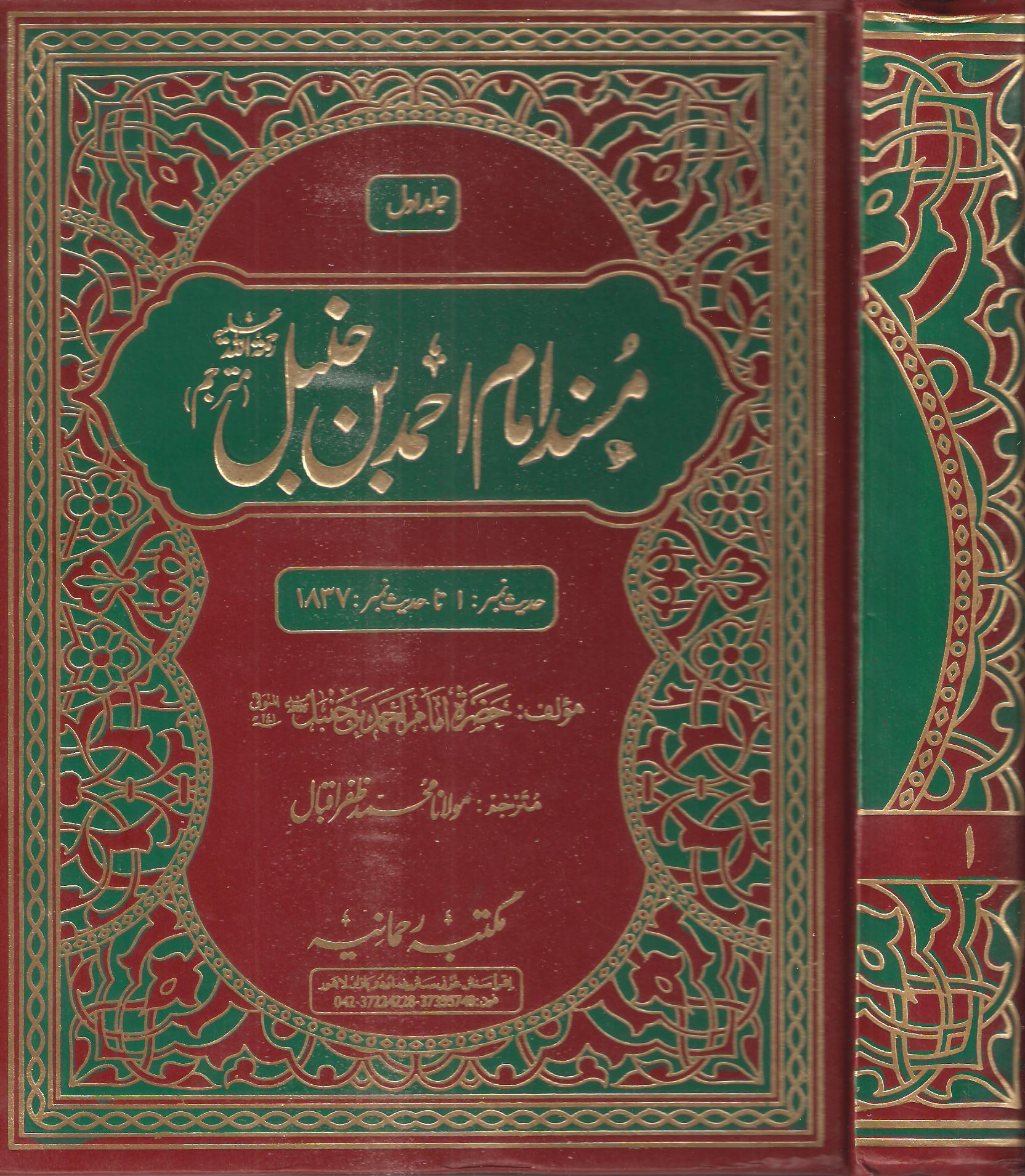
جلد اول ترجمه اردو مسند احمد بن حنبل، انتشارات مکتبه رحمانیه، لاهور، پاکستان.

مسند احمد بن حنبل مشهورترین اثر احمد بن محمد بن حنبل بغدادی از دستهٔ آثار مسند است. ابن جوزی می‌گوید که این مسند سی‌هزار حدیث دربردارد. به‌گفتهٔ احمد بن حنبل، این احادیث از میان ۷۵۰ هزار حدیث از پیامبر اسلام گردآوری شده‌است و هر حدیثی را که در آن نیاورده‌باشد، نباید حجت شمرد. محدثان دربارهٔ صحت احادیث این کتاب و ضعف احادیث آن نظرات گوناگونی دارند.